# Större vitbandvecklare
Större vitbandvecklare (Xerocnephasia rigana) är en fjärilsart som beskrevs av Carl Heinrich Wilhelm Sodoffsky 1829. Större vitbandvecklare ingår i släktet Xerocnephasia och familjen vecklare. Enligt den svenska rödlistan är arten sårbar i Sverige. Arten förekommer i Götaland, Gotland och Öland. Artens livsmiljö är jordbrukslandskap. Inga underarter finns listade i Catalogue of Life.